# Sonic Robo Blast 2
Sonic Robo Blast 2, abreviado como SRB2, es un fangame de PC (videojuego hecho por fans), basado en la franquicia de Sonic the Hedgehog. Es un juego de plataformas en 3D desarrollado por un grupo de fans llamado Sonic Team Junior, usando una versión modificada del motor Doom Legacy. Está estrechamente inspirado en los juegos originales de Sonic en 2D para el Sega Genesis e intenta recrear este estilo en 3D. También incluye diversos desbloqueables basados en otros juegos clásicos, como un nivel basado en Super Mario Bros. u otro basado en NiGHTS Into Dreams.
Es posible jugar con Sonic, Tails, Knuckles, y Amy, Fang y Metal Sonic como personajes desbloqueables.

## Historia de desarrollo
En mayo de 1997 Sonikku (Johnny Wallbank, uno de los programadores) empezó a usar el software "Klik & Play", para el desarrollo del fangame Sonic Robo Blast, transportado más tarde a "The Games Factory". El juego fue terminado en febrero de 1998, y su segunda secuela terminada en abril de 1998.
Los creadores del juego, buscando nuevas alternativas para lograr mayores avances, decidieron usar el motor del Doom 2, con el que cambiaron algunos sprites para probar el primer prototipo 3D. Este prototipo fue llamado "Sonic Robo Blast 2 Halloween. Posteriormente, con el mismo motor, continuaron nuevas secuelas que hoy en día son : Sonic Robo Blast 2 Christmas (descontinuada en 2001) y el original Sonic Robo Blast 2. Están disponibles para descargar en el sitio web oficial.
El primer lanzamiento del juego en sí, en Doom Legacy, fue Demo 1. Sólo contenía un acto jugable (Greenflower Zone 1), y no se podía superar debido a que la señal que gira al final del nivel no estaba programada todavía.
Luego de eso, salió Demo 2 y Demo 3. Ambos contenían un total de 4 actos principales: Greenflower Zone 1, 2 y 3, y Techno Hill Zone 1. Esta vez sí se podían superar.
Demo 4 incluyó fases especiales para conseguir esmeraldas, sprites incompletas de Knuckles, y actos secretos. Los más fáciles de acceder, son los de Castle Eggman Zone. La zona no tenía texturas propias (usaba texturas de GFZ y THZ) pero el nivel estaba bastante completo, con 3 actos. Para accederla, tienes que completar THZ1 con todas las esmeraldas. Usar comandos para entrar al mapa cerrará el juego, con un mensaje: "¡Deja de usar trucos y consigue las esmeraldas!". Lo irónico de este mensaje, es que puedes usar un truco distinto para acceder al nivel (escribiendo FISHDAKE 7 veces fuera de la consola en THZ1 para conseguir todas las esmeraldas, y usando el comando "exitlevel" para salir del nivel y entrar en Castle Eggman). Esta versión tuvo un parche 4.35, que incluyó nuevas fases especiales, y actualizaciones de Doom Legacy.
El ciclo de Final Demo ("demo final") empezó con 1.01, y fue el comienzo de la gran fama del juego. Los actos de THZ fueron terminados, y CEZ recibió texturas nuevas, y fue agregado a la campaña principal con actualizaciones menores. Mayoría de los niveles ocultos en DLL's fueron agregados como desbloqueables. Esta versión tuvo un parche 1.04, que incluyó más arreglos.
La actualización 1.08 incluyó grandes mejoras en los add-ons, y también arregló un bug muy importante en donde podías usar las habilidades de Sonic y Knuckles indefinidamente. Se incluyó la habilidad de add-ons para reactivar esto para personajes específicos, por si todavía se quería usar esto.
La actualización 1.09 fue también muy importante, ya que mejoró el soporte de niveles personalizados, dando más libertad sobre estos. Incluyó un nivel secreto (Red Volcano Zone), que requería seguir pasos muy específicos, y que no permitía usar trucos, y llevaba a desbloquear una octava esmeralda, y un menú de "trucos de dios" (hoy conocido como la Caja de Pandora/Pandora's Box). También incluyó arreglos de bugs, entre otras cosas. Fue parcheado hasta 1.09.4. 
Luego de que el equipo de desarrollo cancelara 1.1 debido a que todavía quedaba demasiado para hacer, lograron lanzar una actualización con todo lo que habían logrado completar a un punto decente. De eso se creó 2.0.
Una de las actualizaciones más grandes, 2.0 incluyó una enorme cantidad de niveles nuevos. Tuvo un remake de CEZ (sin el acto 3, debido a que todavía no fue actualizado), además de incluir RVZ en la campaña, junto a las nuevas zonas Deep Sea (3 actos), Arid Canyon (1 a to) y Egg Rock (3 actos). Las sprites de Knuckles fueron finalmente terminadas. Fue parcheado hasta 2.0.7.
Luego de esto, los líderes originales Sonikku y SSNTails salieron del equipo. Mystic tomó liderazgo, y tomó al juego en una dirección distinta, removiendo mayoría de los secretos graciosos, y dejando todos los niveles secretos dependiendo de la cantidad de emblemas que consigas en tu aventura.
2.1 incluyó un remake de THZ, CEZ3 y ERZ3 (el cual fue renombrado a Egg Rock Core, dejando ERZ3 a Metal Sonic). Incluyó actualizaciones a las sprites de Sonic y Tails, y un remake de las de Knuckles. También incluyó una interfaz de código de Lua, que amplió la libertad de los add-ons por demasiado. Fue la versión más parcheado, con un total de 25 parches. Específicamente el parche 2.1.15, incluyó funciones de 2.2 sin terminar, como las rampas y el menú de add-ons.
En diciembre de 2019, luego de tanto tiempo de desarrollo, SRB2 recibió la actualización gráfica que se merecía. 2.2 actualizó el estilo artístico de SRB2 a estándares más actuales, haciendo un remake de muchas texturas y sprites. También se hicieron muchos remakes y actualizaciones en los mapas, aprovechando la nueva función de rampas, que fue terminada para 2.2. También se agregaron 2 actos nuevos de ACZ, y 3 personajes desbloqueables: Amy, Fang y Metal Sonic. Las funciones de add-ons también fueron actualizadas, simplificando el orden y customización de las sprites de un personaje, y agregando funciones muy importantes.
Luego de un tiempo, el líder Mystic fue baneado de la comunidad y del equipo, no sólo por su mala actitud, pero por otros problemas. Luego de esto, no hubo ningún nuevo líder: las acciones del equipo son votadas entre el equipo. Esto permitió más libertad en el desarrollo, claramente demostrada en 2.2.5, en donde se quitaron algunas pantallas ridículas, y se agregaron cosas muy apreciadas, como una transformación para Knuckles.

## Historia
Meses después de la derrota de Eggman en Sonic Robo Blast , el Dr. Eggman se interesó por el aprovechamiento de la energía de la Black Rock. Después de reclamarla como suya, Eggman eligió Greenflower Mountain como su primer objetivo de destrucción. 
Sonic estaba disfrutando de unas vacaciones largamente esperadas cuando fue alertado de repente por la presencia de la flota masiva de Eggman. De pronto Sonic vio la nave de guerra gigante dirigida hacia Greenflower, y ya había comenzado a correr hacia ella en un abrir y cerrar de ojos. A pesar de que Sonic corrió lo más rápido posible, ya había sido parcialmente destruida en el momento en que llegó. Luego, después de una encuentro rápido con el doctor, Sonic y los amigos, viajan en otra misión para salvar al mundo del malvado Dr. Eggman.

## Personajes
Seis personajes se encuentran disponibles para jugar, cada uno con sus habilidades únicas, aparte de la habilidad universal torbellino:
- Sonic the Hedgehog: Posee la mayor velocidad, pues esta equipado con el Speed Thok, comúnmente llamado "Thok" debido a su sonido característico, que le impulsa hacia delante en el aire a gran velocidad. Sonic también puede transformarse en Super Sonic en Singleplayer y Multiplayer (solo en el modo Cooperativo).
- Miles "Tails" Prower: Tiene la útil habilidad de volar con sus dos colas, lo que le permite llegar a casi cualquier lugar y saltear las secciones difíciles, aunque tiene un límite de aproximadamente 8 segundos, si este límite se sobrepasa, Tails estará cansado y no podrá ascender hasta volver a tocar el suelo.
- Knuckles the Echidna: Tiene una altura de salto inferior a los otros, pero es capaz de subir por las paredes y planea por el aire. Hay ciertos lugares donde solo él puede avanzar. Desde 2.2.5, puede transformarse en Super Knuckles.
- Amy Rose: Posee el salto más alto, pero no puede usar ni el Spin Attack, ni el Spindash. Se vale únicamente de su martillo (que puede usar con el botón del Spindash) para atacar, y para potenciar lanzadores. Debes superar el nivel secreto Frozen Hillside Zone para poder usarla.
- Fang the Sniper: Posee el segundo salto más alto, solo superado por Amy que salta más alto. Al igual que Amy, no tiene el Spin Attack, pero puede usar su pistola de corchos cuando está quieto, para destruir robots a distancia. También puede rebotar con su cola. Debes vencerlo en Arid Canyon Zone 3 para poder usarlo.
- Metal Sonic: Es el personaje más veloz del juego y es muy parecido a Sonic, pero en vez del Thok, tiene la habilidad de flotar, similar a Super Sonic. También puede usar el Maximum Overdrive luego de correr por un tiempo, el cual incrementa su velocidad y le permite dañar enemigos y romper pinchos. También puede transformarse en Super Metal Sonic. Requiere que superes el modo historia al menos una vez para usarlo (sin importar la cantidad de esmeraldas o personaje).

## Jugabilidad

### Un jugador
La característica principal de SRB2 es su campaña de un jugador. En su estado final, tendrá una duración de al menos 7 zonas completas, cada una con tres actos. Las zonas están organizadas de manera similar a las de Sonic 3D Blast, Sonic Advance 2 y 3, con los dos primeros actos siendo típicos niveles de plataformas con un comienzo, un final y obstáculos en el trayecto, y en el tercer acto ocurre una lucha contra un jefe. Al igual que en los juegos clásicos de Sonic, cada zona tiene su propio tema, con gráficos, enemigos y obstáculos diferentes a los de otras. Contrariamente a los títulos oficiales en 3D de Sonic como Sonic Adventure, los niveles cuentan con varias rutas y están diseñados abiertamente, con elementos ocultos alentando la exploración. Debido a las limitaciones del motor, Sonic Robo Blast 2 no cuenta con rampas o con los característicos loops que son una marca de los juegos de Sonic, dando lugar a un estilo visual diferente y una jugabilidad más parecida a juegos de plataformas tradicionales. 
Las zonas de juego son las siguientes:
- Greenflower Zone - Es la primera zona, es muy corta y fácil, y está supuesta a acostumbrar a los jugadores al juego. Teniendo en cuenta que la invasión de Eggman acaba de comenzar, la zona está relativamente libre de robots. Contiene cascadas, cuevas escondidas y un montón de fauna. El acto 1 es un nivel muy simple como introducción, mientras que el 2º es bastante más largo.

- Techno Hill Zone - A diferencia de la mayoría de los juegos de clásicos de Sonic, la dificultad avanza bastante en comparación a su primera zona. Fue una vez un precioso paisaje, pero ha sido en su mayoría contaminada y mecanizada por la fábrica química de Eggman, bombeando limo. La fábrica fue abandonada después de su fracasada invasión, pero desde entonces ha vuelto a la vida. Está situado en un valle envenenado por una de las fábricas de Eggman, y aquí el jugador se encuentra con obstáculos más complejos y el limo que tiene un efecto rebote en los personajes.

- Deep Sea Zone - Se lleva a cabo en unas antiguas ruinas inundadas. Sonic, Tails y Knuckles tropiezan con algunas cuevas arruinadas, que han sido inundadas, en parte por la naturaleza y en parte por Eggman, quién estuvo excavando en busca de las Esmeraldas del Caos. Contiene secciones subacuáticas con riesgo de ahogar al jugador.

- Castle Eggman Zone - Está situado en un castillo construido por Eggman y en el bosque de los alrededores. Después de haber atravesado las ruinas, Sonic, Tails y Knuckles deben iniciar un asalto a gran escala sobre este castillo y derrotar a Eggman, quien reside en los niveles inferiores. El castillo está custodiado por un enorme muro, además de tener varias trampas. El acto 1 se desarrolla fuera del castillo, mientras que el 2º se desarrolla dentro del mismo.

- Arid Canyon Zone - Habiendo salido la fortaleza de Eggman, Sonic, Tails y Knuckles llegan a un enorme cañón. Mientras que Sonic debe encontrar una manera de cruzar, Tails y Knuckles pueden utilizar sus habilidades al máximo. El escenario puede llegar a ser complicado, ya que hay varias plataformas que caen entre otros obstáculos, y por los precipicios abundantes. El jefe final de esta zona es Fang the Sniper, quien ataca con bombas, balas y saltos al jugador, dentro de un vagón en movimiento.

- Red Volcano Zone - Tiene lugar en un volcán activo que contiene lava perjudicial, es una zona muy avanzada en dificultad, en especial por sus enemigos rodeados de púas. Al notar algunos robots de Eggman entrando en el volcán, Sonic, Tails y Knuckles los siguen para investigar lo que está pasando. Hay varias trampas y lava, que en algunos lugares asciende sin advertencia. Actualmente solo cuenta con el primer acto.

- Egg Rock Zone - La zona final, Egg Rock Zone, tiene lugar en una estación espacial, que contiene numerosas trampas elaboradas así como segmentos con gravedad invertida. El primer acto introduce al jugador a las trampas con láseres, gravedad invertida y secciones de vacío, en las que el jugador tiene un límite de tiempo antes de asfixiarse por la falta de oxígeno. El segundo acto es un tanto más extenso y contiene muchas más trampas. El tercer acto incluye una carrera y posterior pelea contra Metal Sonic, el doble robótico de Sonic creado por Eggman para destruir al protagonista. El cuarto acto (conocido como "Egg Rock Core Zone") contiene al jefe final del juego, Brak Eggman (inspirado por el robot gigante de Eggman visto en "Sonic the Movie").

También pueden jugarse las zonas del modo de un jugador en el modo Record Attack, donde se registran los mejores puntajes, tiempos y cantidad de Rings obtenidos en un nivel determinado.

### Monitores especiales
Como en los juegos clásicos de Sonic, existen diferentes tipos de monitores que agregan características adicionales:

#### Principales
- Ring Box: Es el monitor más común y fácil de obtener, le da al jugador 10 anillos cuando es destruido.
- Super Sneakers: Es un monitor que temporalmente le da al jugador una velocidad más rápida al romperlo. Su efecto dura 19 segundos.
- Invincibility: Es un monitor que da invencibilidad durante aproximadamente 19 segundos cuando se destruye, como en cualquier juego de Sonic. El jugador no será dañado por los enemigos, púas u otros peligros, pero será vulnerable a la muerte instantánea (morir aplastado, ahogarse, caer al vacío, etc). Al correr contra los enemigos estos se destruirán al contacto.
- Extra life Box: Es un monitor que le da al jugador una vida extra. Muestra el icono del personaje más cercano. En Match, Tag/Hide & Seek y CTF, este le da al jugador 100 anillos.
- Eggman Box: Es un monitor que daña al jugador. Cuenta como daño no elemental. Si este monitor se destruye mientras que el jugador no tiene anillos ni escudos, perderá una vida.

#### Escudos
- Pity Shield Monitor: Es un monitor que le da al jugador un escudo sin habilidades. Este escudo es en realidad el escudo normal que se puede encontrar en los juegos Sonic the Hedgehog y Sonic the Hedgehog 2. Sólo te protege de un golpe, como el resto de escudos, nada más especial. También tiene una variante rosada que se obtiene si un jugador usando a Amy te pega con su martillo en el modo multijugador.
- Elemental Shield Monitor: Es un monitor que le da al jugador el Escudo Elemental. Es un escudo que protege contra el fuego/lava, ahogamiento y también deja un rastro de fuego al rodar que puede herir a los enemigos. Desde 2.2, presionar Spin mientras saltas con el escudo hará que caigas a toda velocidad, haciendo una pequeña onda de llamas y un pequeño rebote al caer.
- Force Shield Monitor: Es un monitor que le da al jugador un escudo que toma 2 golpes para desaparecer. Desde 2.2, presionar Spin mientras saltas con el escudo te detendrá en el lugar, cancelando cualquier momentum obtenido.
- Whirlwind Shield Monitor: Es un monitor que le da al jugador el Escudo de Viento. Cuando un jugador con este escudo presiona Spin en el aire (ya sea después de saltar, ser impulsado hacia arriba con un resorte o caer de una plataforma), hará un segundo salto, aumentando su altura máxima de salto. Sin embargo, el jugador dejará de girar al hacer este doble salto, dejándolo vulnerable al daño de enemigos. Tenga en cuenta que al presionar el botón de salto o giro, presionar el botón de salto cuando un personaje con la capacidad de volar está volando en su estado de cansado, causará también la activación.
- Attraction Shield Monitor: Es un monitor que le da al jugador el Escudo de Atracción. Cuando un jugador tiene este escudo, cualquier anillo cercano es atraído. En Match/CTF, los anillos especiales también son levemente atraídos por el jugador. Este efecto ocurre incluso si el jugador es invencible. Desaparece cuando el jugador se sumerge en agua, a menos que el jugador sea invencible o este en un Super estado. Desde 2.2, presionar Spin mientras saltas con el escudo hará que el personaje salga disparado al enemigo más cercano, dañándolo en contacto, como si fuera un Homing Attack.
- Armaggeddon Shield Monitor: Es un monitor que le da al jugador el Escudo de Armagedón o Radiactivo. Si el jugador presiona el botón de Spin mientras salta, el escudo de Armagedón explota, destruyendo a los enemigos cercanos, y dañando a todos los oponentes cercanos en Match/CTF. También explota automáticamente si el jugador es golpeado. El escudo no puede utilizarse si el jugador es invencible.
- Fire Shield Monitor: Le dará al jugador el Escudo de Fuego, uno de los tres escudos provenientes de Sonic the Hedgehog 3. Protege del fuego y la lava, y al presionar Spin mientras saltas te impulsará hacia adelante, de forma similar al Thok.
- Bubble Shield Monitor: Le dará al jugador el Escudo Burbuja, otro escudo de Sonic 3. Este escudo te permite respirar bajo el agua, y te hará caer a toda velocidad y rebotar cada vez que presiones Spin mientras saltas.
- Lightning Shield Monitor: Le dará al jugador el Escudo de Rayos, el tercer y último escudo proveniente de Sonic 3. Este atraerá anillos cercanos, al igual que el Escudo de Atracción, pero la habilidad del escudo es distinta. En vez de atacar a enemigos, te permite dar un doble salto con Spin, el cual a diferencia del Escudo Torbellino, te mantiene en tu estado de salto.

#### Multijugador
- Teleporter Monitor: Es un monitor que cambia la ubicación de todos los jugadores de manera aleatoria. En este sentido, se conoce también como "monitor de confusión". Cuando hay solo un jugador en el juego, o si se juega en modo de Un Jugador o Co-op, el monitor de teletransporte no tendrá ningún efecto. Este monitor tampoco tiene ningún efecto en los jugadores que están en transformados en Super.
- Gravity Boots: Es un monitor que invierte la gravedad del jugador durante un corto periodo de tiempo.
- Random Monitor: Es un monitor que selecciona al azar cualquiera de los monitores anteriores y ejecuta su efecto, como otorgar diez anillos o perjudicar al jugador. Sin embargo, Gravity Boots no puede obtenerse de un Monitor de este tipo. Este monitor está diseñado para usarse en el Modo Carrera y no se debe colocar en mapas de Match/CTF, Aunque actualmente ya hay mapas con dicho monitor.

### Multijugador
SRB2 cuenta con varios modos multijugador que se pueden jugar en pantalla dividida o bien a través de una conexión de red. Los modos multijugador incluyen Co-Op (que es básicamente la campaña individual con varios jugadores permitidos), Race y Classic Race, Match y Team Match, Capture The Flag , Tag y Hide & Seek:
(Desde la 2.2.9 es posible crear modos de juego personalizados los cuáles se pueden cargar desde archivos WAD o PK3)

#### Co-op
El modo cooperativo trata de pasar el modo de Un Jugador pero con varios jugadores. Esto incluye algunas características adicionales, como la capacidad de que Tails pueda cargar  a otros jugadores mientras vuela o esperar a los demás jugadores al final del nivel.

#### Race
Es una simple carrera hasta el final. Se juega en los niveles de Un Jugador, aunque en versiones anteriores existía un conjunto de diez niveles de circuito que estaban diseñados específicamente para este modo. Eran pistas cortas con un diseño circular, en las que el jugador tenía que completar cuatro vueltas. Classic Race/Competition es similar al modo de dos jugadores de Sonic the Hedgehog 2. Los puntos se otorgan en varias categorías:
- Score - El jugador con más puntos, gana esta categoría.
- Time - El jugador que venció la etapa más rápido, gana esta categoría.
- Rings - El jugador que completa el escenario con la mayor cantidad de anillos, gana esta categoría.
- Total Rings - El jugador que recogió la mayor cantidad de anillos, gana esta categoría. Anillos perdidos por enemigos y peligros aún cuentan.
- Item Boxes - El jugador que rompió más monitores de vidas extras, gana esta categoría.

#### Match
Es similar a un típico videojuego de disparos en primera persona tipo Deathmatch, pero los jugadores deben disparan anillos en lugar de proyectiles. Se juega en cámara de primera persona en un conjunto de trece mapas diseñados específicamente para este tipo de juego. Debido a la naturaleza del ritmo rápido del juego, los jugadores son considerablemente más rápidos que los anillos lanzados. Por lo tanto, los jugadores deben anticipar los movimientos de sus oponentes y apuntar delante de ellos. Los puntos se dan en función del estado de su blanco:
- Oponente con anillos o escudo: 50 puntos (pierde la munición).
- Oponente sin anillos o escudo: 100 puntos (muerte instantánea).

El jugador con más puntos al final de la ronda gana.

#### Capture the Flag
Funciona como el popular videojuego de disparos en primera persona pero con una variación de plataformas. Los jugadores se dividen en dos equipos (Rojo y Azul) y cada equipo tiene una base donde se encuentra su bandera. Para anotar un punto, un equipo debe tratar de robar la bandera del equipo contrario y llevarla a su base mientras cuida su propia bandera. De lo contrario, CTF se parecerá a un juego de Match regular, a diferencia que se juega en su propia serie de once mapas. 

#### Tag/Hide & Seek
Son dos modos de juego, ambos estrechamente relacionados jugados en los mapas de Match. En Tag, un jugador es "It" y debe perseguir a los demás jugadores. Una vez que otro jugador sea atrapado, ese jugador se convertirá también en  "It". Mientras el jugador no sea "It", su puntaje se incrementará por segundo y por cada jugador que sea marcado, "It" recibe 100 puntos. Hide & Seek funciona de manera similar. Al principio, los jugadores que no son "It" tienen un tiempo límite para esconderse. Una vez que el tiempo se acabe, no se podrán mover más, y el jugador que sea "It" tiene que encontrarlos y dispararles. La puntuación es la misma que en Tag. 

#### Armas especiales de anillos
En partidas multijugador determinadas (Match, CTF, Tag/Hide & Seek), se pueden utilizar las siguientes armas para cambiar el tipo de anillos disparados. Siempre que se tenga el tipo de arma, su munición correspondiente y anillos se podrá utilizar.
- Red Ring (Predeterminado): Esta es el arma por defecto. No se puede quitar y utiliza anillos normales como munición.
- Automatic Ring: Este anillo verde triangular hace que el portador dispare anillos a una velocidad endiablada al mantener el botón Fire, similar a una ametralladora. Esto hace fácil acertar a un enemigo, pero también facilita el quedarse sin anillos, quedando totalmente vulnerable.
- Bounce Ring: Este anillo amarillo, cuando se dispara, actúa como un anillo rojo normal, excepto que rebota en las paredes, techos y suelos un poco antes de desaparecer. Ideal para disparar alrededor de las esquinas y en las salas pequeñas. Es muy útil cuando hay oponentes en un área cerrada, ya que rebota contra todas las paredes.
- Explosion Ring: Un anillo negro en forma de bomba, que se dispara con lentitud, pero al golpear una pared, esparce por todas partes una exhibición de fuegos artificiales. Los jugadores afectados directamente por el anillo negro quedan noqueados haciendo que retrocedan más de lo normal.
- Grenade Ring: Dispara una granada que explota al acercársele un jugador o al pasar unos segundos. Ideal para proteger las bases de CTF y para arrojarlo en lugares donde pasan muchos jugadores.
- Rail Ring: Consiste en una espiral azul y roja, que permite disparar anillos que atraviesan el escenario a una velocidad brutal, a pesar de limitar bastante la velocidad de disparo, siendo muy similar a un arma de francotirador. Golpea a instantáneamente a los rivales. Los jugadores que sean golpeados con esta arma serán empujados hacia atrás más lejos de lo normal.
- Scatter Ring: Un anillo morado con forma de X, cuando se dispara se multiplica por cinco, lo cual permite al jugador conseguir blancos más fácilmente, ya que se extienden a medida que avanzan más lejos. La distancia a la que el oponente sale volando al ser golpeado varía dependiendo de la distancia recorrida por el disparo. Esto facilita al jugador poder robar el armamento y anillos de otros jugadores

Nota: Las armas recolectadas son soltadas junto con los anillos cuando el portador es golpeado

### Contenido desbloqueable
SRB2 cuenta con una gran cantidad de contenidos adicionales que pueden ser desbloqueados por diversos métodos. Esto incluye varios niveles adicionales, algunos de los cuales emulan el estilo de otros juegos. También en la versión 2.2 se agregaron 3 personajes desbloqueables (Amy, Fang the Sniper y Metal Sonic). Después de completar la campaña de un solo jugador por primera vez, el jugador recibe una lista completa de los desbloqueables y los requisitos para desbloquearlos. El contenido adicional se puede desbloquear principalmente por obtener dos cosas:
- Chaos Emeralds: Las siete Chaos Emeralds pueden ser adquiridas mediante la recolección de Special Stage Tokens que se encuentran escondidos en todos los actos sin jefe. Cuando el jugador sale de un nivel después de recoger uno de estos, es enviado a una etapa especial en la que tiene que recoger un cierto número de esferas azules mientras vuela transformado en Super Sonic, de forma similar al juego NiGHTS into Dreams.
- Emblemas: El juego también oculta 200 emblemas, pequeños logotipos con alas que el jugador puede recoger. En cada acto normal hay 5 emblemas, más 3 emblemas adicionales obtenibles en Record Attack al conseguir un cierto récord, y 5 emblemas que se consiguen al cumplir ciertos objetivos, al conseguir cierta cantidad de emblemas, obtendrás recompensas, como pistas para conseguir más emblemas, un radar de emblemas, niveles extras, etc.

## Personalización
Debido a que está desarrollado con un motor basado en Doom, SRB2 es fácilmente personalizable, y la multitud de complementos creados por los usuarios es la fuente de la popularidad del juego. Se utiliza el formato WAD y PK3 (siglas de Where's All Data y para PK3 se desconoce si tiene siglas) para los archivos de Doom, el cual permite crear niveles, personajes, enemigos y/o objetos con la ayuda de un editor de WADs. Con el uso del SOC o Lua, muchos escenarios del juego pueden ser fácilmente alterados y nuevos elementos se puede crear. Modificaciones del código fuente también son fácilmente realizables mediante compilado y alteración del mismo.

## Comunidad
Sonic Robo Blast 2 tiene una gran comunidad a lo largo de la red, incluyendo un canal IRC, un servidor de Discord y un foro bastante frecuentado. La comunidad de SRB2 mantiene el proyecto vivo, creando numerosos nuevos mapas, campeonatos, concursos y demás cosas. Ya que SRB2 da la posibilidad de crear personajes, texturas, niveles y melodías propios, se han realizado bastantes modificaciones del juego original, pasando por un set de niveles originales a modos más variados, cambiando la apariencia gráfica, melodías y otros. SRB2 ha sido mencionado también en dos ocasiones por revistas, como en PC Zone, una popular revista británica.